# لین (ایلینوی)
لین (به انگلیسی: Lane) یک منطقهٔ مسکونی در ایالات متحده آمریکا است که در شهرستان دویت، ایلینوی واقع شده‌است. لین ۲۲۱٫۹ متر بالاتر از سطح دریا واقع شده‌است.